# Cancellothyrididae
Cancellothyrididae é uma família de braquiópodes pertencentes à ordem Terebratulida.

## Géneros
Géneros (lista incompleta):
- † Alithyris Sun, 1981
- † Bisulcina Titova, 1977
- Cancellothyris Thomson, 1926